# Hay que matar a B.
Hay que matar a B. es una película española de 1975, del género thriller, dirigida por José Luis Borau.

## Sinopsis
El emigrante húngaro Pal Kovac (Darren McGavin) es un camionero que vive en un país latinoamericano no identificado, donde ha estallado una revuelta sociopolítica. Posee un pequeño negocio de transportes a medias con su socio, pero una huelga del sector les impide llevar una encargo a su destino. Cuando intentan burlar el cerco, su vehículo es incendiado, provocando la muerte de su compañero.

## Reparto
- Darren McGavin - Pal Kovak
- Stephane Audran - Susana
- Patricia Neal - Julia
- Burgess Meredith - Hector
- Luis Prendes - Comisario
- Pedro Díez del Corral - Jani
- Rina Ottolina - Silvana
- Perla Cristal - Rosita

## Premios y nominaciones
30.ª edición de las Medallas del Círculo de Escritores Cinematográficos
| Categoría          | Nominación                    | Resultado |
| ------------------ | ----------------------------- | --------- |
| Mejor película     | Hay que matar a B.            | Ganadora  |
| Mejor guion        | José Luis Borau Antonio Drove | Ganadores |
| Mejor ambientación | Cristina López                | Ganadora  |